# Grube Gilead
Die Grube Gilead ist eine ehemalige Eisen-Grube des Bensberger Erzreviers in Bergisch Gladbach. Das Gelände gehört zum Stadtteil Herkenrath. Das Grubenfeld wurde am 18. Juni 1868 auf Eisen verliehen und befand sich in jüdischem Eigentum. Gilead bezeichnet ein alttestamentliches Land östlich des Jordans. Die Berechtsamsakte der Grube Gilead wurde durch Beschluss des Oberbergamtes Bonn vom 18. September 1937 gelöscht. Das heißt, sie wurde entsprechend dem Zeitgeist des NS-Regimes vernichtet, um die Existenz der Grube und die Erinnerung an diesen Grubennamen dauerhaft zu beseitigen. Im Berggrundbuch findet sich folgender Vermerk: „Wegen Aufhebung des Bergwerkseigentums geschlossen am 10. November 1937.“ Das Grubenfeld befand sich in der Umgebung von Braunsberg. Der Fundpunkt ist nicht genau bekannt und ist möglicherweise durch die Bebauung überdeckt. Über die  Betriebstätigkeiten ist nichts bekannt.